# 田中洸希
田中 洸希（たなか こうき、2003年2月27日 - ）は、日本の俳優・歌手・ラッパー・ダンサー・ビートボクサー。EBiDANの9人組ボーカルダンスユニットSUPER★DRAGONのメンバーである。
東京都出身。スターダストプロモーション制作3部所属。

## 略歴
池袋でスカウトされ、2013年9月にEBiDANの研究生としてスターダストプロモーションに入所。同年11月、超特急のリリースイベントのオープニングアクトが初舞台となる。
2015年9月27日のライブ「星男祭2015」にてSUPER★DRAGONのメンバーとしてデビュー。
2019年6月、同グループの3rdアルバム発売を記念した『SUPER★DRAGON IDENTITY PROJECT』の一環として、個人名義で公式TikTokを開設。同年12月、個人名義の公式Instagramを開設。

## 出演
ユニットとしての作品や出演については「SUPER★DRAGON」を参照

### テレビ番組
- EBiDAN（2013年9月16日 - 2014年9月29日、TOKYO MX）
- ワオ（2014年4月、フジテレビ）

### テレビドラマ
- FAKE MOTION -卓球の王将-（2020年4月9日 - 5月28日、日本テレビ） - 井上紋太 役[4]
  - FAKE MOTION -たったひとつの願い-（2021年1月21日 - 3月11日、日本テレビ）[5]
- 埼玉のホスト（2023年7月26日 - 9月20日、TBS） - 行田マモル 役[6]
- ワンルームエンジェル（2023年10月20日 - 11月24日、毎日放送） - A君 役[7]
- 蜜と毒（2024年1月11日 - 3月21日、BSテレビ東京） - 塚田 役[8]
- あざとくて何が悪いの？　あざと連ドラ『港区男子のあざと人生ノート』（2024年4月 - 6月、テレビ朝日） - 楠颯斗 役[9]
- そんな家族なら捨てちゃえば?（2024年7月19日 - 10月4日、関西テレビ） - 倉敷光 役[10]
- シュガードッグライフ（2024年8月4日 - 9月29日、朝日放送テレビ・テレビ朝日） - 主演・桜庭唯純 役（多和田任益とW主演）[11]
- みつめてそらして-crossroad-（2024年12月24日、朝日放送テレビ） - 主演・修一 役[12][13]
- 人事の人見 第1話（2025年4月8日、フジテレビ） - 瀬沼優 役[14]

### Webドラマ
- スカパー! 朝のTwitterドラマ「ホワイトデーのお返し」（2020年）
- みつめてそらして-moratorium-（2024年12月18日配信） - 主演・修一 役[12][13]

### 映画
- バクマン。（2015年） - 真城最高（幼少期） 役
- あの空の向こうに〜夏雲〜（2019年） - 佐伯岳 役
- 明日を綴る写真館（2024年） - 林透留 役[15]

### 舞台・ライブ
- FAKE MOTION 2021 SS LIVE SHOW（2021年3月25日 - 26日、東京ガーデンシアター） - 井上紋太 役として出演予定だったが、急性咽頭炎と診断されたため出演なしとなった。
- FAKE MOTION 2022 SMR LIVE SHOW（2022年10月12日 - 13日、かつしかシンフォニーヒルズ） - 井上紋太 役
- 『雲のむこう、約束の場所』スペシャル・リーディング・オーケストラ・コンサート（2024年11月5日・6日、すみだトリフォニーホール / 11月20日、NHK大阪ホール） - 橋本昇 役[16]
- シンフォニー朗読劇『ベートーヴェン〜魂の交響曲〜』（2025年4月27日 - 5月5日〈予定〉、日本青年館ホール） - モーツァルト / リース 役[17]

### ランウェイ
- 神戸コレクション 2019 AUTUMN/WINTER -ガールズフェスティバル-（2019年9月8日、ワールド記念ホール）
- 東京ガールズコレクション 2020 AUTUMN/WINTER（2020年9月5日）

### CM
- MINI CROSSOVER TVCM「忍者」編（2014年）
- Snapchat「100日目のストリーク篇」「無口な彼氏篇」（2022年11月）

### 掲載
- JENNI WAMWAM カタログ掲載（2014年）
- Popteen（2019年3月号、角川書店）
- NxT-Treasure Vol.0 掲載（2021年1月8日）
- BOYS FILE Vol.07 JAPONISM（2021年10月1日、ROCKS ENTERTAINMENT）
- SARUKANIオフィシャルブック『猿蟹大百科』（2022年9月15日、blueprint）

### 写真展
- 「SSH The Exhibition vol.17」（2021年11月19-21日、elephant STUDIO 2F）

## 書籍
- 田中洸希 ファースト写真集『20+』（2023年2月27日、KADOKAWA）